# De Cock en de dwaze maagden
De Cock en de dwaze maagden  is het vierenvijftigste deel van de detectivereeks De Cock van de Nederlandse auteur Appie Baantjer waarin rechercheurs Jurriaan 'Jurre' de Cock en Dick Vledder de moord oplossen op een Amsterdamse studente die deel blijkt uit te maken van een groep een zakenman afpersende jongedames.

## Verhaal
Rechercheur Dick Vledder vergelijkt in een discussie met zijn collega De Cock zijn recherchewerk met dat van de droevige historische figuur Don Quichot de La Mancha. De Cock noemt Dick Vledder dientengevolge logischerwijs zijn Sancho Panza. Dick Vledder refereert ook naar zijn uitgebreide rapport over een vorige zaak, waarin het onbevoegd uitoefenen van de Geneeskunst centraal stond. Moordenaar Andries Korreman kan op veel sympathie van het publiek rekenen, ook die van De Cock. Plotseling verschijnt er een vrouw in de recherchekamer; Mariandel von Liechtenstein, dochter van een groenteman. Ze komt de vermissing aangeven van haar bedpartner Matthias von Ravensburg, die al vijf jaar lang elke nacht exclusief bij haar slaapt. Hij is al een week zoek, verdwenen. Het laatste bericht van Matthias is dat als er iets met hem gebeurt, Mariandel moet informeren bij Henriëtte de Waal, Binnenkant 753 2e etage. Bij inspectie zag Mariandel aldaar een gedeeltelijk afgebroken naamplaatje van Henriëtte in een luguber kraakpandengebied.
Onder zwakke protesten van Dick Vledder gaan de twee rechercheurs lopend naar het adres op de Binnenkant. Als op het bellen niet wordt opengedaan grijpt rechercheur De Cock naar het apparaat van Handige Henkie, onder luider protest van zijn collega. De Cock riposteert met: “Nood breekt wet”. Binnen vinden ze een gewurgde jonge dode vrouw. Volgens lijkschouwer dokter Den Koninghe is ze al enige dagen dood. Dick Vledder vindt een blauwe muts met de letters: “RDCA”, volgens hem de Real Dutch Continental Airlines. Hij heeft er weleens mee gevlogen. De twee rechercheurs rijden meteen door naar het hoofdkantoor. De Cock merkt er kostbare Franse impressionisten op aan de muren. Directeur Van der Horst legt uit dat deze afkomstig zijn uit het woonhuis te Heemstede van de inmiddels overleden oprichter van de maatschappij, Heer Franken. Personeelschef Lubbert de Koning wordt opgetrommeld en die komt met een foto van Henriëtte. Hij heeft haar een paar maanden geleden aangenomen. Onlangs had ze zich absent gemeld en ze zei in dat telefoongesprek dat ze met de dood werd bedreigd. De Cock herkent het lijk aan de Binnenkant nu als de Henriëtte uit het personeelsarchief. Terug aan de Warmoesstraat zit Matthias von Ravensburg te wachten, wiens opsporing De Cock had verzocht. Een bevriend politieman had hem aangeraden om zich te melden. Hij heeft Henriëtte op de plaats delict dood aangetroffen en had wel een relatie met haar, maar niet zoals men zou denken een seksuele relatie van een man met een vrouw. De Cock laat Matthias gaan, onder protest van Vledder. Even later komt Mariandel binnenstormen. Matthias heeft haar gebeld en ze vreest nu de concurrentie van Henriëtte. Ze is totaal verbijsterd als ze hoort dat Henriëtte gewurgd is. Ook Matthias legde weleens plagerig zijn handen om haar nek.
De Cock en Vledder slenteren samen naar het woonhuis van Annete van Dijk, Josine Wijngaarden en Henriëtte aan de Herenmarkt. Het naambordje van Henriëtte de Waal is er duidelijk verdwenen. Binnen vertelt Annette dat Henriëtte al een week afwezig is. Ze schrikt van het bericht dat ze gewurgd is gevonden in een pand aan de Binnenkant. Dick Vledder vindt in haar slaapkamer een dreigbrief aan Henriëtte van haar ex-verloofde Herman Frederiks. Terug op het politiebureau achterhaalt Dick Vledder dat Herman een 31-jarige barkeeper is met reeds vijf veroordelingen wegens mishandelingen op zijn naam. De laatste aangifte is van Henriëtte. Zijn huisadres is Oude Waal 847, vrijwel recht tegenover het pand aan de Binnenkant 753. Ook de nieuwe vriend van Henriëtte meldt zich, ene Etienne Vandenbosch. Een dag of 4 geleden heeft hij haar voor het laatst gezien in de Kalverstraat, arm in arm met een oudere heer. Ze wilde hem niet kennen.
De volgende morgen meldt Josine Wijngaarden zich bij de twee rechercheurs. Ze heeft het niet begrepen op Herman de barkeeper. Henriëtte was dodelijk bang voor hem. Wat ook tegen hem pleit is dat hij pas een maand vrij is uit de gevangenis. Als Dick Vledder naar de sectie moet, gaat De Cock een babbeltje maken met Herman Frederiks. Het bericht van de moord op Henriëtte grijpt Herman erg aan. Dick Vledder meldt terugkomend van de sectie beschadigingen aan nieren en lever. Volgens dokter Rusteloos kan dat duiden op vergiftiging met chloroform. De Cock besluit dat het tijd is geworden voor cognac bij Smalle Lowietje. Lowie vertelt spontaan dat de wijkbewoners een commissie hebben gevormd tegen het sluiten van het politiebureau aan de Warmoesstraat. Hij weet te melden dat het kraakpandje aan de Binnenkant wordt gebruikt door Dolle Greet als afwerkplek. De Cock krijgt echter weinig nieuwe nuttige informatie uit de behulpzame Dolle Greet. Terug aan de Warmoesstraat zit Mariandel te wachten. Ze heeft een dode vrouw aangetroffen in het kraakpand aan de Binnenkant. Ook heeft ze de lucht van een roesje, chloroform, geroken. Ze verdenkt nu Matthias van de moord. Op de plaats delict treffen de twee rechercheurs de gewurgde Annette van Dijk aan. Dick Vledder ziet een op batterijen werkende bel en een nieuw slot. Mariandel heeft tegen de politieagent die haar thuisbracht, gezegd dat de twee gewurgde vrouwen sletten waren.
De Cock en Vledder slenteren wederom naar het pand van de drie dames aan de Herenmarkt. Ze treffen er Josine Wijngaarden aan die tot geen enkele medewerking bereid is. Ook niet na de vondst van de dode Annette. Aan de Warmoesstraat zit Casper Klaassen hen op te wachten. Hij was de vaste vriend van de nu dode Annette. Hij kent Matthias von Ravensburg als docent aan de Amsterdamse Academie voor Beeldende Kunst. Henriëtte heeft daar gestudeerd. Annette was verpleegkundige aan het AMC. Ze verwachtte binnenkort een leuke erfenis van een oudoom, zodat ze konden trouwen. De Cock besluit naar Hilversum te gaan. Zijn fictieve televisie collega lost in 50 minuten een moord op, terwijl De Cock en Vledder al drie dagen zonder resultaat hun werk doen. Via Mariandel is hij achter de vriend bij de politie van Matthias te weten gekomen. Het betreft politiecommissaris Kauwenaar.
Onderweg naar Hilversum praten de rechercheurs over het ontbreken van echte rijke oudooms bij Annette. Vledder vindt de drie dames van de Herenmarkt notoire leugenaarsters en De Cock noemt ze dwaze maagden. Maar over hun maagdelijkheid denkt Dick Vledder een slagje anders. Matthias blijkt op de dag van de moord op Henriëtte vakantie te hebben opgenomen bij de Academie. In Hilversum stelt commissaris Kauwenaar dat hij Matthias in bescherming wilde nemen tegen Amsterdamse politiepraktijken. Het Amsterdamse corps heeft geen beste reputatie. De Cock vraagt nu nadrukkelijk om de waarheid uit de mond van Matthias von Ravensburg. Zo niet dan zal hij om zijn opsporing verzoeken ter zake moord cq medeplichtigheid daaraan. Ook bij deze politiecommissaris wordt De Cock de kamer uitgestuurd. Terwijl Dick Vledder naar de tweede sectie moet, gaat De Cock op inbrekerspad. In het pand van de drie dwaze maagden vindt hij een telefoonnummer en hij draait het nummer. Na de naam gehoord te hebben aan de andere kant van de lijn legt hij neer en snelt naar het kraakpand aan de Binnenkant alwaar hij Josine Wijngaarden gewurgd vindt.
De Cock legt nu zijn strijdplan voor aan Dick Vledder. Hij zal Mariandel von Liechtenstein op commissaris Kauwenaar afsturen. Zij zal wel net zo lang doordrammen, totdat zij Matthias weer in haar armen kan sluiten. Zelf gaat De Cock een oude vriend in de binnenstad bezoeken. Aan de Noordermarkt gaat hij een goed glas wijn drinken bij Peter Karstens, schilderkunstenaar. Peter stelt ham maar wat graag voor aan Maria, een betoverende schoonheid. De Cock vraagt Peter voorzichtig naar de herschepping van Oudhollandse meesters en Franse impressionisten. Hij is er ongeveer een jaar mee bezig geweest en De Cock vraagt hem indringend om zijn opdrachtgever. Maria overhandigt het kaartje van de opdrachtgever. Een slome Hollander met als naam Le Roi Lumière.
De volgende ochtend komt De Cock nog licht beneveld van de voortreffelijke wijn op kantoor. Hij moet zich melden bij chef Buitendam, die het opneemt voor zijn Hilversumse collega. Maar volgens De Cock belemmert die collega het onderzoek. Buitendam stuurt hem de kamer uit. Terug in de recherchekamer komt een opgewekte Mariandel vertellen dat Matthias in haar bed ligt te slapen. Ze had hem mee mogen nemen uit het privétuinhuis van de Hilversumse commissaris, alwaar hij zich verborg. De Cock bestelt nu echter Matthias terug. Hij moet hem het volledige verhaal vertellen en een telefoongesprek voeren met een door De Cock gedicteerde tekst. De Cock en Vledder zitten in een aannemersbusje, geparkeerd aan De Binnenkant. Appie Keizer is buiten en Fred Prins als vervanger van Matthias binnen in het kraakpand. De moordenaar is echter slim en gooit de meegebrachte fles chloroform tegen de kale muur. Fred Prins raakt ernstig versuft. Dick Vledder velt een vluchtende man alsnog met een flying tackle. Het is de personeelschef van Real Dutch Continental Airlines, Lubbert de Koning. Le Roi Lumière.
Thuis legt De Cock het hele verhaal uit voor zijn drie collega’s. De drie vrouwen van de Herenmarkt hadden geen goede voorbereidingen getroffen, het waren dwaze maagden. Het begint bij de schilderijenverzameling van een luchtvaartmaatschappij. Een rijke Amerikaanse bezoeker heeft op een dag veel meer belangstelling voor de schilderijen dan voor de zaken waarvoor hij eigenlijk komt. Onder het mom van een schoonmaak- ofwel restauratiebeurt, bracht Lubbert de schilderijen naar Peter Karstens. Het originele schilderij stuurde Lubbert de Koning naar de rijke Amerikaan. Het kantoor kreeg een echte Peter Karstens aan de muur. Het had langer goed blijven gaan als op een dag Henriëtte de Waal, studente aan de Amsterdamse Academie voor Beeldende Kunst, niet op het kantoor was gekomen. Zij ontdekte enige vervalsingen aan de muren van haar nieuwe werkgever. Ze zocht meer zekerheid bij haar docent Matthias von Ravensburg. Matthias liet zich overhalen zijn bevindingen op schrift te zetten. Met instemming van haar huisgenoten ging ze haar werkgever chanteren. Door vakantieperikelen kwam haar brief op het bureau bij de personeelschef, Le Roi Lumière. Intussen had Henriëtte bezit genomen van een kraakpand aan De Binnenkant als transactieplek. Nieuwe bel en nieuwe sleutels en het chantagespel kon beginnen. Lumière verzon Lubbert ter plekke bij Peter Karstens. Volgens hem betekent dat ‘de schitterende’. Lubbert de Koning heeft inmiddels alle drie de moorden bekend, hij voelde een diepe verachting voor de drie chanterende vrouwen. Na de dood van Henriëtte besloot Matthias onder te duiken bij de Hilversumse politiecommissaris. Hij was als de dood dat zijn Mariandel ook nog bij de zaak betrokken zou raken.